# São Martinho de Árvore
São Martinho de Árvore era una freguesia portuguesa del municipio de Coímbra, distrito de Coímbra.

## Historia
Fue suprimida el 28 de enero de 2013, en aplicación de una resolución de la Asamblea de la República portuguesa promulgada el 16 de enero de 2013 al unirse con la freguesia de Lamarosa, formando la nueva freguesia de São Martinho de Árvore e Lamarosa.